# Paradoxurinae
Sous-famille
Les Paradoxurinés (Paradoxurinae) sont une sous-famille de mammifères carnivores féliformes de la famille des viverridés. Les espèces de ce groupe se nomment pagume, civette ou binturong.
Cette sous-famille comprend cinq genres :
- Arctictis Temminck, 1824.
  - Arctictis binturong, le Binturong
- Arctogalidia Merriam, 1897.
  - Arctogalidia trivirgata, la Civette palmiste à trois bandes
- Macrogalidia Schwarz, 1910.
  - Macrogalidia musschenbroekii, la Civette palmiste des Célèbes
- Paguma Gray, 1831.
  - Paguma larvata, la Civette palmiste à masque (consommée comme yewei en Chine)
- Paradoxurus F. G. Cuvier, 1821.
  - Paradoxurus hermaphroditus (Pallas, 1777), la Civette palmiste hermaphrodite, Civette palmiste commune ou Luwak
  - Paradoxurus jerdoni (Blanford, 1885), la Civette palmiste de Jerdon
  - Paradoxurus zeylonensis (Pallas, 1777), la Civette palmiste de Ceylan

Cette sous-famille a été créée par John Edward Gray (1800-1875) en 1865.